# Giovanni Antonio Amato
Giovanni Antonio Amato (Napoli, 1475 – 1555) è stato un pittore italiano del periodo rinascimentale, attivo in particolar modo a Napoli.
Era chiamato anche il vecchio in quanto zio del pittore Giovanni Antonio di Amato il Giovane. Seguì lo stile di Pietro Perugino. Si occupò anche dell'insegnamento ed ebbe come allievi: Giovanni Vincenzo Corso, Giovanni Bernardo Lama, Battista Loca, Pietro Negroni e Cesare Turco, oltre a suo nipote.